# Akademie der bildenden Künste (Schmelz)

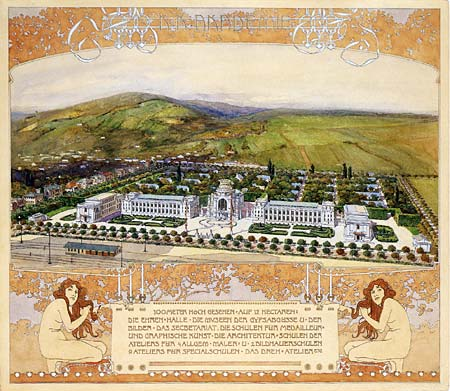
Entwurf von Otto Wagner für den Neubau der Akademie von 1898

1898 begann in Wien Otto Wagner mit der Planung einer neuen Akademie der bildenden Künste auf dem Exerziergelände Schmelz in Rudolfsheim-Fünfhaus.

## 1. Entwurf
Die von Theophil von Hansen errichtete Akademie der bildenden Künste konnte ihre unterschiedlichen Aufgaben nicht mehr erfüllen. Im Auftrag des akademischen Professorenkollegiums entstand eine am 9. November 1898 von Wagner übergebene Studie.
Dass Otto Wagner in einer Dimension plante, welche die reibungslose Lehrtätigkeit der Akademie in der Metropole des Habsburgerreichs für lange Zeit sichern würde, fand in Fachkreisen große Zustimmung.
Höhepunkt der projektierten Anlage war eine zentral gelegene Ehrenhalle, die feierliche Auftritte des Kaisers ermöglichen sollte. Für den Unterrichtsbetrieb waren zahlreiche Pavillons in einer Grünanlage vorgesehen.
Im Rahmen der 2. Ausstellung der Wiener Secession, die am 12. November 1898 eröffnet wurde, wurden die künstlerisch aufwändig gestalteten Pläne und die vom Tischler Hollmann angefertigten Modelle der Öffentlichkeit präsentiert.

## 2. Entwurf
Einen zweiten Entwurf zur Akademie der Bildenden Künste auf der Schmelz legte Otto Wagner im Juni 1910 vor. Einen weiteren Entwurf, den er bereits um das geplante und viel diskutierte Wiener Stadtmuseum erweitert hatte, präsentierte er im August des gleichen Jahres.
Zu diesem Zeitpunkt war der Erwerb des Exerzierplatzes Schmelz durch die Gemeinde Wien bereits eingeleitet und die Errichtung eines Denkmalparks an Stelle des ehemaligen Schmelzer Friedhofs beschlossene Sache.
Dem aktuellen Entwurf der Akademie legte Wagner bereits einen Stadtplan zu Grunde, so dass der Platzbedarf deutlicher wird. In der Nord-Süd-Richtung erstreckte sich das Areal zwischen Hütteldorfer Straße und Gablenzgasse, in der West-Ost-Richtung zwischen Bein- und Kirchstettengasse sowie der Schweglerstraße. Die Hauptfront der Akademie der bildenden Künste hätte sich damit unmittelbar hinter der heutigen Wiener Stadthalle befunden.
Für die Verwirklichung eines der vorliegenden Projekte sprachen sich die Professoren der Akademie aus und trotz einer einstimmigen Initiative im Reichsrat wurde keines der beiden Vorhaben verwirklicht.